# Chocontá
Chocontá, es un municipio de Colombia ubicado  en el departamento de Cundinamarca. 
El municipio se encuentra sobre el altiplano Cundiboyacense, a una distancia de 75 km al nordeste de Bogotá, ciudad con la que se conecta por la Troncal Central del Norte  (Ruta Nacional 55). La altitud media de la cabecera municipal es de 2689 m s. n. m. El clima es templado, con una temperatura media anual de 12°C, presentando abundantes lluvias durante el año.
Chocontá está integrado por 22 veredas. Es conocido como la «Ciudad Satélite de Colombia», debido a que entre 1970 y 1981 fueron instaladas en su territorio unas antenas satelitales que hasta principios del siglo XXI permitieron el 50% de las telecomunicaciones del país.
Este municipio es uno de los principales productores de fresas de Cundinamarca y Colombia. Algunos de sus principales atractivos turísticos son sus paisajes de verdes colinas, la Represa del Sisga, el cerro del Choque, los monolitos de Hatofiero y los balnearios de aguas termales con propiedades medicinales.
Durante la guerra civil de 1854, Chocontá fue sede presidencial de la República de la Nueva Granada, al asumir la presidencia el general neogranadino Tomás Herrera.

## Toponimia

### Origen lingüístico[6]
- Familia lingüística: Chibcha
- Lengua: Muysccubun

### Significado
Existen dos versiones acerca del origen del topónimo «Chocontá». Según la primera versión, propuesta por el historiador Joaquín Acosta Ortegón, Chocontá en muysc cubun (idioma muisca), significa «labranza del aliado bueno», aunque también puede traducirse como «labranza del amigo bueno» o «labranza de la buena alianza».
La segunda versión, que data de 1626, es del cronista fray Pedro Simón, quien en el capítulo XVIII de la segunda de sus Noticias historiales afirma que el topónimo «Chocontá» significa «Labranza de Páramo». 
En la primera versión, la palabra estaría compuesta por los vocablos cho (bueno), con, contracción de compa (amigo, camarada, compañero) y ta (labranza, huerta, sementera). Sin embargo es una etimología improbable porque no tiene en cuenta el orden de constituyentes de la lengua muysca, en el que el adjetivo sigue al sustantivo y no al contrario (ver folio 28v de la gramática del ms. 158 de la Biblioteca Nacional de Colombia).
De acuerdo con la segunda versión, el vocablo chocon sería adaptación hispana de zoquyn, que significa «en el páramo», siendo choco- «páramo», del muysca zoquy, y la -n implica localización,  mientras que la palabra ta significa «labranza». Además, hay que tener en cuenta que en el idioma muysca se escribían con z muchas palabras que hoy día se escriben con ch, como Bozica, quynza, Cuhuza Fiba, zisa, entre otras; que hoy día escribimos como Bochica, quincha, Cuchaviva y chisa; por lo que Ezequiel Uricoechea propuso que la z se debía pronunciar como «ts» o «tsh».

### Origen / Motivación
Concontá era el nombre original con el que se conoció la región a la llegada de los conquistadores españoles y que fue adoptado más adelante junto con un santoral como Villa del Espíritu Santo y Villa de Santiago de Chocontá. Para los muyscas el nombre guardó relación con la labranza de la tierra que fue y sigue siendo características tradicionales herencia del pueblo muysca.
La versión de fray Pedro Simón podría tener relación con una leyenda local según la cual un chyquy (sacerdote muysca) le profetizó a una muchacha que el dios del sol la fecundaría si subía un día, al amanecer, a la cima del cerro Choque, y que el hijo que tendría de esa unión sería un gran cacique, fundador de un pueblo insigne. La muchacha le hizo caso al chyquy y en el cerro fue fecundada, efectivamente, por el dios. Al cabo de nueve meses, dio a luz una papa, a la que envolvió en flores y encenillo y a la que cuidó hasta que se metamorfoseó en un niño y luego en un apuesto joven, que fue el fundador y primer cacique de Chocontá. De acuerdo con esta leyenda, el nombre del cerro Choque provendría de la palabra muisca zoque (/tʂoke/), que significa «páramo», de donde provendría el nombre de Chocontá. Sin embargo, la etimología más conocida para la palabra Chocontá, aunque infundada, es la propuesta por el historiador Acosta Ortegón.

### Nombres históricos
- Villa del Espíritu Santo (1537)
- Villa de Santiago de Chocontá (1810)

## Geografía
La cabecera municipal se encuentra situada a los 5° 09´ Norte y 73° 42´ Oeste. El municipio tiene una extensión territorial total de  301.1 km², de los cuales 1.44 km² (0.48%) corresponden al área urbana, y 299.66 km² (99.52%) al sector rural. Se encuentra a una altitud de 2655 m s. n. m., y la temperatura media anual es de 13 °C. Se encuentra a una distancia de 75 km al noreste de Bogotá.

### Límites
| Noroeste: Lenguazaque            | Norte: Lenguazaque | Nordeste: Villapinzón  |
| Oeste: Suesca (Laguna de Suesca) |                    | Este: Tibirita Machetá |
| Suroeste: Sesquilé               | Sur: Sesquilé      | Sureste: Machetá       |

### Topografía e Hidrografía
El territorio de Chocontá es montañoso en su mayor parte, aunque cuenta también con extensas zonas planas, principalmente en el cauce del río Bogotá. Entre los accidentes geográficos más destacados, están los siguientes:
- Cordilleras, cerros y montañas:
  - Cordillera de Suratá.
  - Serranía de Las Vueltas.
  - Cerros de Chibalá.
  - Cerro del Choque.
  - Alto del Arrastradero.

- Ríos, lagunas y quebradas:
  - Río Bogotá.
  - Río Tejar.
  - Río Sisga (que desemboca en la Represa del Sisga, con 96.400 millones de m³ de agua).
  - Quebrada de June, o Manacá.
  - Quebrada El Ratón.
  - Quebrada Carnicerías.
  - Quebrada Saucío.

## Organización territorial
El área urbana del municipio corresponde, aproximadamente, al 0.48% del área total del territorio, mientras que el área rural, integrada por 22 veredas, ocupa, aproximadamente, el 99.52%. Las veredas que integran el área rural son las siguientes: Agua Caliente, Aposentos, Boquerón, Capellanía, Chinatá, Chingacío, Cruces, Guanguíta, Hato Fiero, Manacá, Mochila, Pueblo Viejo, Retiro de Blancos, Retiro de Indios, Santa Bárbara, Saucío, Soatama, Tablón, Tejar, Tilatá, Turmal y Veracruz

## Historia

### Época precolombina
Durante la época precolombina, Chocontá fue un poblado muisca; era uno de los once uta (poblados, o aldeas) que integraban el zibyn (clan) de Guatavita, dentro del territorio que en la Confederación Muisca correspondía al Zipazgo. El utatiba (gobernante local) de Chocontá rendía tributo al sibyntiba (cacique o gobernador) de Guatavita. Chocontá ocupaba una ubicación geográfica estratégica para los muiscas, puesto que estaba en el área fronteriza entre tres territorios: el Zipazgo, el Zacazgo y los territorios muiscas independientes del noroeste. Debido a esta condición de punto fronterizo, los zipas tenían en Chocontá una guarnición militar permanente y un centro de abastecimiento.
Existía un camino que conducía desde Funza (capital del Zipazgo y del zibyn de Bacatá) hasta Chocontá, y de allí hasta Hunza (la actual Tunja), capital del Zacazgo. Ese camino sería conservado después por los españoles, quienes lo convirtieron en Camino Real. También existía un camino que conducía de Chocontá directamente a la laguna de Guatavita, según testimonio de fray Pedro Simón.

Una leyenda local cuenta que un chyquy (sacerdote muisca) le profetizó a una hermosa muchacha que el dios del sol la fecundaría si subía un día, al amanecer, a la cima del cerro Choque, y que el hijo que tendría de esa unión sería un gran cacique, fundador de un pueblo insigne. La muchacha le hizo caso al chyquy y en el cerro fue fecundada, efectivamente, por el dios. Al cabo de nueve meses, dio a luz una papa, a la que envolvió en flores y encenillo y a la que cuidó hasta que se metamorfoseó en un niño y luego en un apuesto joven, que fue el fundador y primer cacique de Chocontá. De acuerdo con esta leyenda, el nombre del cerro Choque provendría de la palabra muisca zoque (/tʂoke/), que significa «páramo» o «viento con lluvia», y que con el vocablo ta, que significa «labranza», sería el origen de la palabra Chocontá, según la versión de fray Pedro Simón.

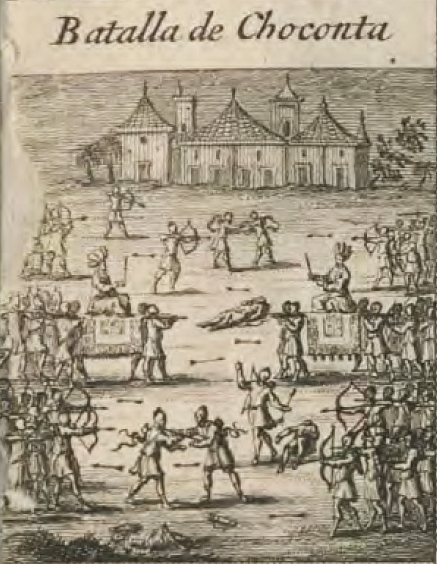
La batalla de Chocontá según un grabado de la edición de Amberes (1688) de la Historia general de las conquistas del Nuevo Reino de Granada, de Lucas Fernández de Piedrahíta.

#### Batalla de Chocontá
En 1490, el zipa Saguamanchica emprendió un ataque contra el zaque Michúa, luego de dieciséis años de una tensa paz entre el Zipazgo y el Zacazgo. Cuando Michúa se enteró del ataque, reunió un ejército de 60.000 güechas (guerreros muiscas) con los que se dirigió rápidamente hacia Chocontá, a donde llegó antes que el zipa, lo cual fue aprovechado por el zaque para abastecerse de víveres y hacer descansar a sus hombres. Entre tanto, Saguamanchica llegó a Sopó, cuyo utatiba era aliado suyo; allí reunió a 50.000 güechas e inmediatamente partió hacia Chocontá. La batalla de Chocontá duró solo tres horas, pero fue particularmente sangrienta. Al final ganaron los bacataes, al mando del zipa, pero Saguamanchica y Michúa perdieron la vida; sin embargo, el zipa alcanzó a ver el triunfo de sus hombres poco antes de morir. La batalla es descrita en el libro segundo de la Historia general de las conquistas del Nuevo Reino de Granada (1688), de Lucas Fernández de Piedrahíta.
Posteriormente, hacia el año 1503, el zipa Nemequene, sobrino y sucesor de Saguamanchica, fundó un nuevo poblado, mejor construido y abastecido, en el lugar en que lo encontraron los españoles, justo frente al poblado actual, al otro lado del río Bogotá, en el sitio conocido como Pueblo Viejo.

#### Batalla de Las Vueltas

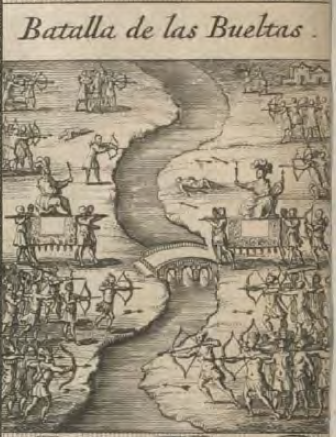
Representación de la batalla de Las Vueltas.

En 1514 el zipa Nemequene emprendió una expedición de conquista contra el zaque Quemuenchatocha, sucesor de Michúa. En Chocontá tuvo lugar la batalla de Las Vueltas, descrita en el capítulo XVIII de la segunda de las Noticias Historiales de fray Pedro Simón. En esa batalla se unieron a las tropas de Quemuenchatocha las del Iraca, sumo sacerdote de Suamox (hoy Sogamoso). Al día siguiente de que las tropas de ambos bandos llegaron a las cercanías del arrollo de Las Vueltas, en territorio de Chocontá, el zipa envió un emisario al zaque con el mensaje de que, si se rendía en ese mismo momento, le concedería tierras y honores, pero de no hacerlo, arrasaría con sus tierras y acabaría con sus hombres. El zaque, ofendido por esa propuesta de rendición, envió a su vez un mensaje de contestación al zipa en el que lo retaba a un combate singular, para de este modo evitar el innecesario derramamiento de sangre entre sus hombres. Nemequene quiso aceptar el duelo, pero sus consejeros le persuadieron de que sería deshonroso batirse con un inferior, lo cual fue aceptado por el zipa, quien decidió emprender inmediatamente el ataque.

Cerca del mediodía empezaron a sonar los caracoles, pífanos y fotutos, lo cual era la señal para la batalla, que tuvo lugar a lado y lado del arrollo de Las Vueltas. Luego de numerosas pérdidas de hombres de los dos bandos, el ejército del zipa estaba próximo a conseguir la victoria, pero Nemequene, entusiasmado por el ardor del combate, se lanzó al campo contrario, donde fue herido por un dardo en el pecho. La noticia se propagó rápidamente entre sus hombres, pero Zaquesazipa, sobrino de Nemequene y hermano menor del futuro zipa Tisquesusa, impidió la deserción, ordenando una retirada cuidadosa. El zaque Quemuenchatocha volvió a Hunza satisfecho por no haber perdido tierras, mientras que Nemequene fue trasladado, durante cinco días y cinco noches, sin parar, hasta su palacio de Funza, donde fue atendido por sus chyquy (sacerdotes muiscas) sin resultados. A su muerte, Nemequene fue sucedido por su sobrino, Tisquesusa.

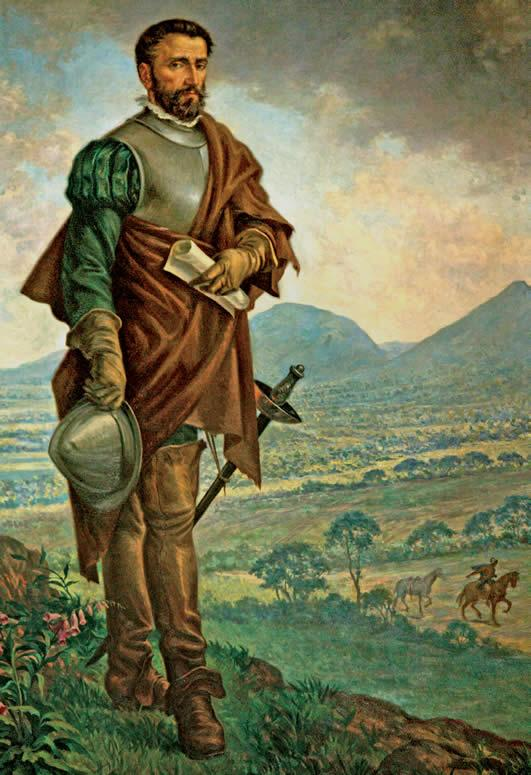
Gonzalo Jiménez de Quesada llegó a Chocontá el 9 de junio de 1537.

### Conquista española
El primero en consignar por escrito los hechos de la conquista de Chocontá fue el cronista español fray Pedro de Aguado, en el libro primero de su Historia de Santa Marta y Nuevo Reino de Granada, de 1568. También aparece relatada, aunque de manera muy somera, en el libro quinto de las Elegías de varones ilustres de Indias, de Juan de Castellanos, cuyo manuscrito data de 1601. Posteriormente se ocuparon del asunto fray Pedro Simón, en la segunda de sus Noticias Historiales, de 1626, y el obispo Lucas Fernández de Piedrahíta, nacido en Santafé de Bogotá, en la primera parte de su Historia general de las conquistas del Nuevo Reino de Granada, de 1688.
Luego de que el adelantado Gonzalo Jiménez de Quesada instaló su campamento en Funza, capital del cacicazgo de Muyquytá, a principios de 1537, partieron dos tropas hacia las tierras cálidas del Occidente al mando de los capitanes Céspedes y San Martín, con el propósito de ayudar a los muiscas a someter a los panches, tradicionales enemigos de los pueblos de la sabana de Bogotá. En esa expedición, los güechas muiscas cubrieron a los españoles y a sus caballos con armaduras de algodón que evitaban el daño de los dardos lanzados por los panches, gracias a lo cual lograron someter a la mayor parte de esos pueblos. Sin embargo, la facción muisca que apoyaba a los españoles como aliados contra los panches no tenía el apoyo de la corte del psihipqua Tisquesusa, que quería expulsar a los extranjeros de sus tierras.
Entre tanto, Tisquesusa quería evitar a toda costa el contacto con los españoles, luego de que un chyquy (sacerdote muisca) de Ubaque, llamado Popón, le profetizara años atrás que moriría a manos de extranjeros llegados de lejanas tierras; por esta razón, el psihipqua buscó refugio en Facatativá, en la zona del actual Parque Arqueológico de Facatativá. Desde allí envió varias expediciones a que guerrearan con los españoles establecidos en Funza, pero, como se diera cuenta de la inferioridad militar de sus hombres, ingenió una estratagema para expulsar a los extranjeros de sus tierras. Como Tisquesusa ya sabía del interés que mostraban los españoles por el oro y las piedras preciosas, mandó a diez o doce de sus hombres para que hicieran desviar a los españoles del camino, diciéndoles que iban de parte del utatiba de Chocontá. Tisquesusa envió a sus hombres con comida, mantas y esmeraldas de Somondoco, con la instrucción de que llevaran a los españoles a Chocontá, y que desde allí les indicaran el camino hacia las minas de Somondoco, que estaban a cuatro jornadas de Chocontá. El zipa previno también que los hombres que enviaba se vistieran como los chocontaes, cuyos trajes eran diferentes de los de los bacataes; al mismo tiempo, envió por delante un mensajero a Chocontá para prevenir a su utatiba del plan.
Entonces Quesada, decepcionado por no haber podido encontrar al zipa, e intrigado por conocer el origen de las esmeraldas que le mostraban, decidió entonces, una vez que hubieron regresado las tropas del Occidente, partir hacia Chocontá, guiado por los falsos emisarios enviados por el zipa, para luego seguir camino hacia el Norte, en busca de las minas de esmeraldas de Somondoco, a la vez que aprovecharía para buscar al hoa de Hunza, Eucaneme, de quien ya tenía noticias.
Luego de salir de Funza, Quesada pasó por Bojacá, cuyo utatiba no quiso cumplimentarlo, a diferencia de los otros caciques de la Sabana de Bogotá; después pasó rápidamente por Engativá, Usaquén, Teusacá (actual municipio de La Calera), Guasca y Guatavita, hasta llegar al Valle de Chocontá, cuatro días después de haber partido de Funza, el 9 de junio de 1537. En Chocontá los españoles fueron recibidos con agasajos y fiestas. Ese día se conmemoraba la Pascua de Pentecostés, que fue celebrada con una misa por el padre fray Domingo de las Casas, quien le dio al poblado el nombre de Pueblo del Espíritu Santo. Los cronistas españoles registraron que, al llegar Quesada a Chocontá, había un gran número de viviendas y una población abundante. El poblado estaba situado justo frente al actual, al otro lado del río Funza (antiguo nombre del río Bogotá), en el lugar que hoy se conoce como Pueblo Viejo.
La noche en que Quesada y sus hombres llegaron a Chocontá, un soldado llamado Cristóbal Ruiz enloqueció repentinamente, mostrando todos los signos de haber perdido la razón; se comportaba de forma extraña, gritaba furioso y decía incoherencias; esa misma noche, otros cuatro españoles experimentaron los mismos síntomas, y a la mañana siguiente eran ya más de cuarenta. Esto causó gran alarma entre Quesada y los demás hombres que no habían sido afectados; sin embargo, la noche del segundo día los enfermos empezaron a reponerse. Entonces se descubrió que la causa de la locura transitoria había sido que algunas de las mujeres de Chocontá, con el fin de escapar de los españoles, se pusieron de acuerdo para echar en la comida de éstos una preparación hecha con una planta alucinógena a la que los muiscas llamaban tyhyquy (brugmansia sanguinea, conocida vulgarmente como "borrachera"), gracias a lo cual, efectivamente, muchas mujeres escaparon. Después de esto, Quesada y sus hombres partieron hacia Turmequé, en camino hacia Somondoco, guiados por hombres de Chocontá. Antes de su partida, el utatiba de Chocontá fue bautizado y recibió el nombre de Pedro Rodríguez, quien murió 48 años después, en 1585.
Como hicieron en todos los pueblos por los que pasaban, los españoles preguntaron por el paradero del hoa Eucaneme; sin embargo, aunque los habitantes de Chocontá eran vasallos del psihipqua, y por tanto estaban tradicionalmente enemistados con el Zacazgo, no quisieron dar información alguna sobre la ubicación de Hunza ni del paradero del hoa. El utatiba de Chocontá envió con los españoles guías que acompañaron al capitán Pedro Fernández de Valenzuela y a algunos soldados que iban con él, y les llevaron hasta las minas de esmeraldas de Somondoco, mientras Quesada y la mayor parte de sus hombres acampaban en Turmequé, por haber sido informados por sus guías de que Somondoco era tierra carente de recursos, donde no se podría sustentar por varios días toda la gente que llevaban.

### Nuevo Reino de Granada

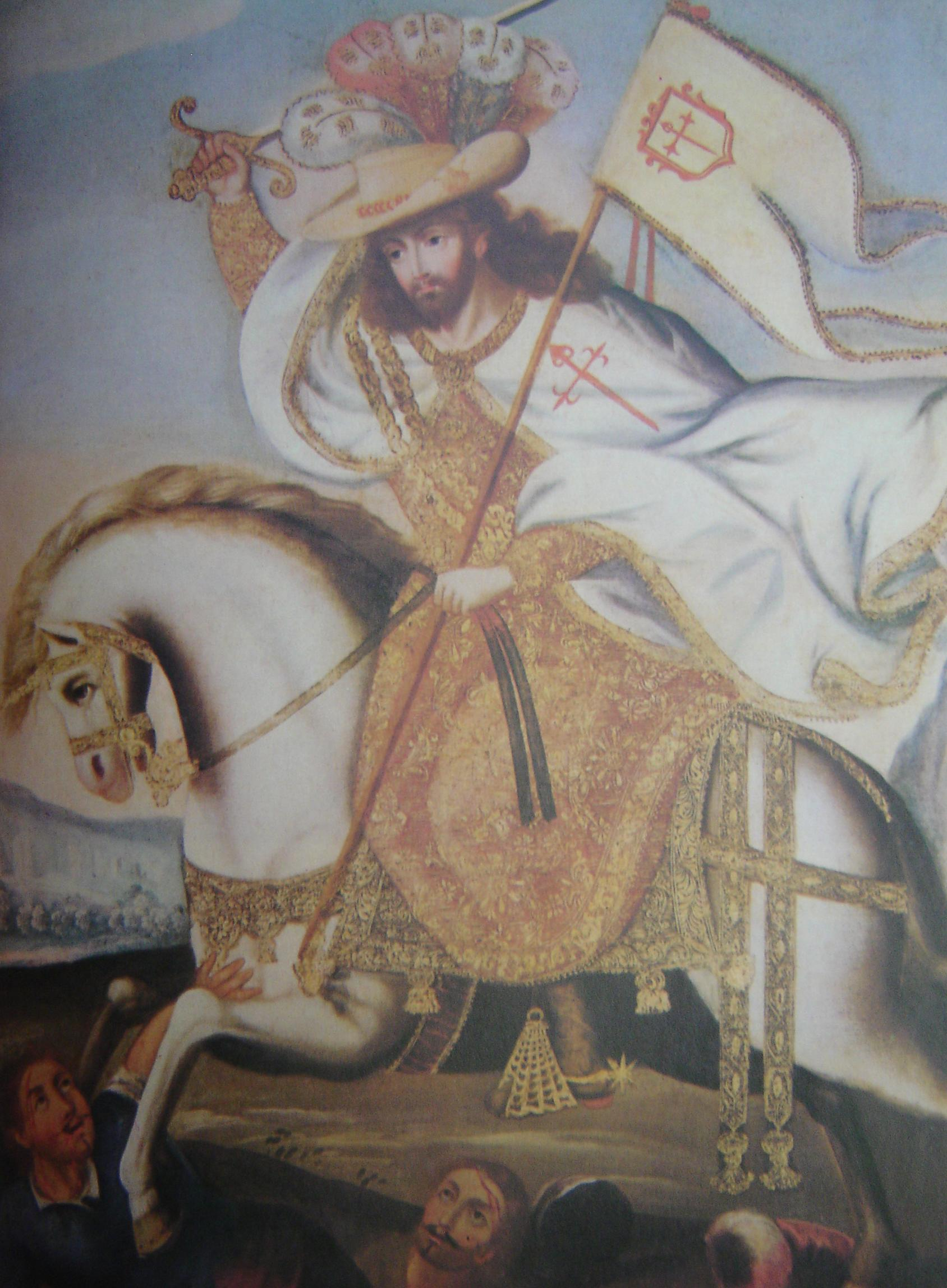
El apóstol Santiago el Mayor, primer santo patrono de Chocontá.

Después de la conquista, la población de Chocontá fue designada con la categoría de curato, asignándosele a la Orden de Santo Domingo el deber de evangelizar a sus habitantes. El 6 de septiembre de 1563, por mandato del oidor Tomás López Medel, fue fundado formalmente el pueblo con el nombre de Santiago de Chocontá, en honor del apóstol Santiago el Mayor y en recuerdo del nombre muisca originario. 
El 7 de enero de 1564 la Real Audiencia de Santafé nombró como primer encomendero de Chocontá al arcabucero de caballería don Andrés Vázquez de Molina, residenciado en Santafé, quien había sido uno de los soldados que acompañaron a Quesada durante la conquista. Tiempo después, la Corona española le concedió al pueblo el título de «Leal y Noble Villa». Pasados diez años de su fundación, en 1573, el poblado fue trasladado desde el sitio que hoy se conoce como Pueblo Viejo hasta el lugar que ocupa en la actualidad, al otro lado del río Bogotá.
En 1581 llegó a Santafé de Bogotá el licenciado Juan Bautista Monzón como visitador real. Sus discrepancias con las autoridades civiles y eclesiásticas causaron gran revuelo en la capital, puesto que destituyó a muchos funcionarios de sus cargos y les quitó sus haciendas y las dignidades de que gozaban. El arzobispo de Santafé, principal opositor de Monzón, huyó de Santafé y se refugió en Chocontá, desde donde le escribió una carta al Rey en la que le manifestaba el descontento de los encomenderos, vecinos y autoridades de la capital con respecto a las acciones del visitador, y le solicitaba que enviase a alguien designado para poner orden.
El 12 de julio de 1593 llegó a Chocontá en visita oficial el oidor Miguel de Ibarra. En esa visita fueron censados 2.549 indios, de los cuales 707 varones estaban en edad de trabajar. El 23 de julio se hizo el inventario de la iglesia parroquial, siendo doctrinero fray Antonio Ruiz. Ese mismo año, debido a que las autoridades españolas habían prohibido la poligamia, que entre los muiscas era una práctica común, el cacique del repartimiento de Chocontá, don Pedro Siramuchegua, fue llamado a juicio por mantener relaciones maritales con varias mujeres en su hogar. El cacique se defendió diciendo que esas mujeres no eran sus esposas, sino que solo se encargaban de ayudarle en las labores domésticas; no obstante, el cacique fue condenado a pagar una multa de veinte pesos.
En 1595 don Gabriel de Limpias Feijo, lugarteniente de don Nicolás de Federmán, se hizo cargo de la encomienda de Chocontá luego de la muerte de don Andrés Vázquez de Molina, a quien le habría sucedido por un tiempo su esposa, doña Catalina de Quintanilla. El 2 de octubre de 1601, don Francisco de Sande, presidente de la Real Audiencia de Santafé, le asignó la encomienda a Francisco de Noboa Maldonado, que aún era menor de edad, hijo de don Gabriel de Limpias Feijo. El 20 de noviembre de 1602 el oidor Luis Enríquez contrató la construcción de la iglesia de Chocontá con el albañil Juan de Robles. El 30 de septiembre de 1633 don Sancho Girón le concedió la encomienda a doña María Arias de Ugarte, sobrina del arzobispo de Santafé, Fernando Arias de Ugarte.
El 27 de enero de 1639, el visitador Gabriel de Carvajal censó 1.740 indios en la población. El 4 de febrero, Carvajal estableció el servicio de posta y correos entre Santafé, Chocontá y Tunja. Ese mismo año, el protector de indios presentó una queja formal ante la Real Audiencia en contra de la encomendera de Chocontá, doña María Arias de Ugarte, por haber ocupado a 37 de los 345 indios de su encomienda sin haber contado con su consentimiento, además de haber empleado en una obra, durante cuatro años, a siete indios a los que les pagó un sueldo inferior al estipulado por las Leyes de Indias; en esa misma ocasión, los indios se quejaron de que la encomendera solo les pagaba 4 reales por transportar mercancías de Chocontá a Santafé.
En 1654, por medio de una Real Cédula facultativa, la encomienda de Chocontá pasó a doña Eufrasia de Zapiaín, probablemente luego de que estuviera temporalmente bajo la administración de don Fernando de Olmos Venero, designado por doña María Arias de Ugarte. Hacia 1670, prosperó en Chocontá una estancia de pan y ganado menor, propiedad de don Balthazar Cabral de Melo. En 1687, siendo cura don Ignacio Garzón, se inició la primera reforma a la estructura arquitectónica de la iglesia.
A fines de 1691, la Orden de Santo Domingo nombró a fray Alonso de Zamora como historiador y maestro, con el encargo de escribir un libro en el que consignase la historia de la provincia eclesiástica y del Nuevo Reino de Granada. El padre Zamora escribió entonces la Historia de la Provincia de San Antonio del Nuevo Reino de Granada. Se ordenó al vicario de Chocontá, fray José de Caldas, que contribuyese con trescientos pesos anuales durante un sexenio, dinero que fue empleado en los gastos de la impresión.

### Virreinato de Nueva Granada

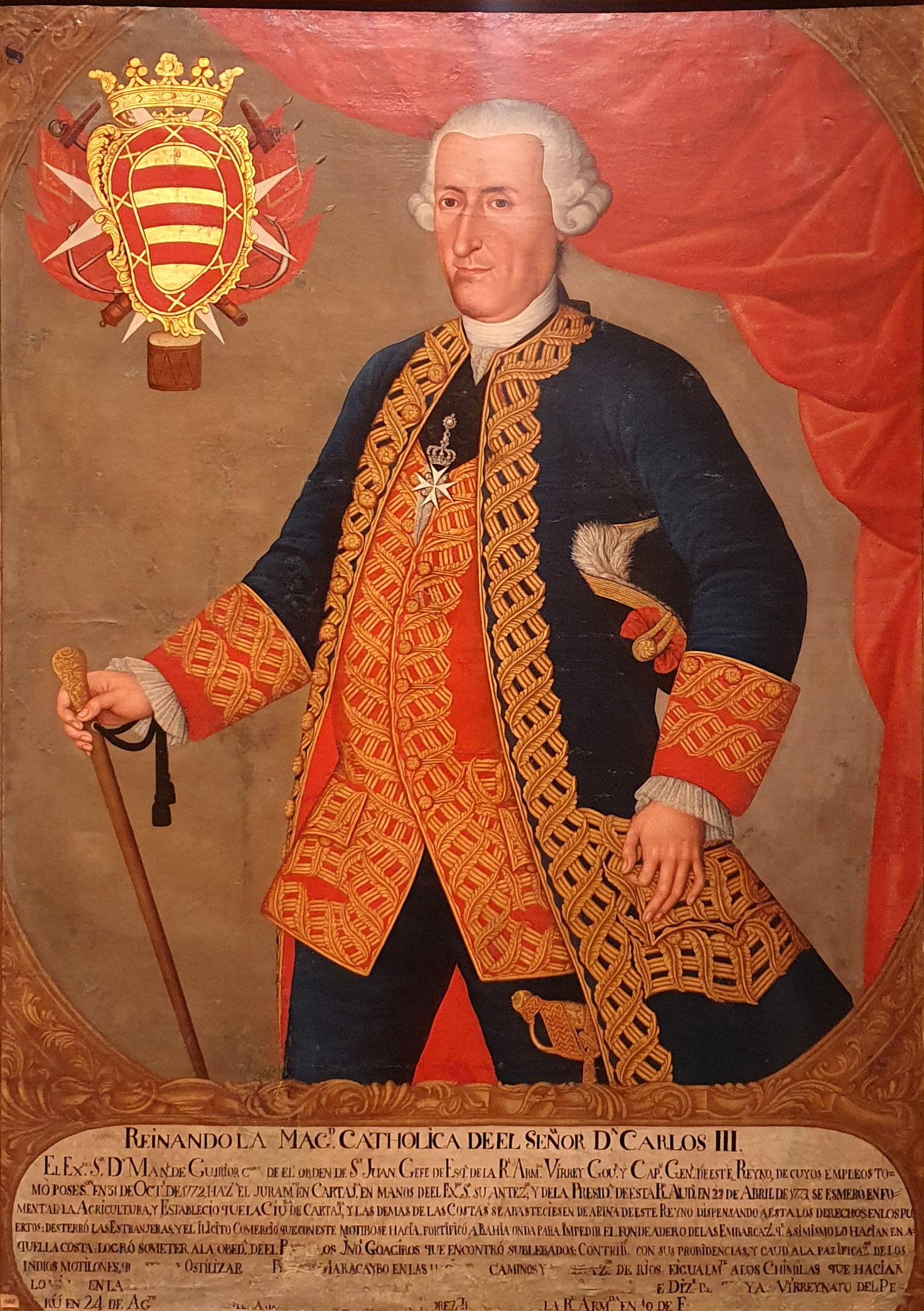
El virrey Manuel Guirior segregó de Chocontá los territorios de San Bartolomé de Apiay, Medina y Mámbita en 1775.

En 1721 el sacerdote fray Antonio Galaris continuó la obra de reforma de la estructura arquitectónica de la iglesia iniciada por el cura Ignacio Garzón. En 1746 se construyó la casa cural, en tapia pisada. Posteriormente, en 1755, el sacerdote franciscano fray Antonio Mutiens gestionó otra reconstrucción que solo se inició en 1762, bajo la dirección del albañil Alejandro Espinosa.
Desde la segunda década del siglo XVIII, el Virreinato de Nueva Granada experimentó un crecimiento económico considerable; en la región central el progreso se debió principalmente al aumento de la producción agrícola y a una fuerte recuperación demográfica, además de la apertura de nuevas vías comerciales, las mejoras en los caminos y una creciente especialización de los diversos sectores de la economía, lo que desembocó en mejoras en la productividad. Así pues, en la Cordillera Oriental, en análisis económicos que incluyen a Chocontá, se registró un aumento del 2,8 % en la recaudación de diezmos entre 1763 y 1813, y en el mismo período la población creció un 53,7 %.
En 1766 Chocontá aparece ya con la categoría de parroquia. En 1770 un incendio destruyó buena parte de los archivos de la casa cural. El 20 de febrero de 1758 llegó a Chocontá el oidor y visitador Joaquín de Aróstegui y Escoto, quien, en el auto de su diligencia, reprocha el hecho de que desde hace 119 años (es decir, desde 1639) no fuera realizada una visita oficial a la población. El padrón de vecinos dio un total de 707, repartidos en 270 familias. Por auto de 28 de febrero de ese mismo año, el oidor asignó un lote de tierra para la construcción de un hospicio para atender a pobres, viudas, desvalidos y enfermos.
Hasta 1775 pertenecieron a Chocontá los territorios de San Bartolomé de Apiay, Medina y Mámbita. El 22 de agosto de ese año, el virrey Manuel Guirior ordenó la segregación de dichos territorios, nombrando corregidor a don José de Argarate. Ese mismo año nació en Chocontá Ignacio Mariño y Torres, sacerdote dominico que participaría activamente en el proceso independentista en el bando de Simón Bolívar.

El 5 de febrero de 1779 inició la visita del fiscal Francisco Antonio Moreno y Escandón, quien registró un censo de 1.034 indios, de los cuales 257 eran tributarios. El cura fray Domingo de Acuña informó que el total de los vecinos era de 1.577, repartidos en 369 familias. 

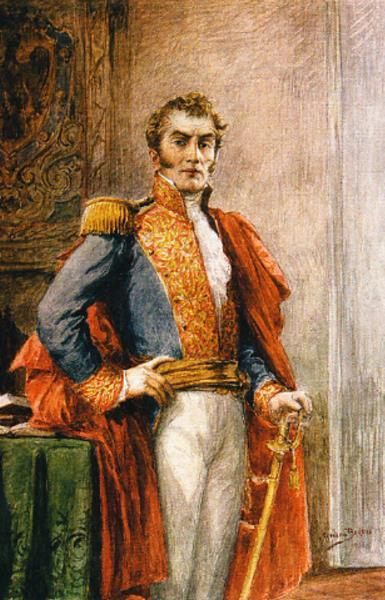
El presidente de Cundinamarca, Antonio Nariño, reunió en Chocontá las tropas centralistas en su marcha contra el gobierno federalista de Tunja, entre el 27 y el 30 de junio de 1812.

### Hacia la secesión
En 1810 era alcalde de Chocontá don José Rafael de la Rocha y Flórez; el corregidor de la villa era don Antonio Felipe Camacho; el administrador de los diezmos era el Dr. don Ignacio Hernández de Alba, y el cura párroco era el dominico fray Francisco Parrales. El 6 de agosto de ese año, mediante un decreto de la Junta Suprema de Santafé, que asumió las funciones del virrey, se le concedió a la villa de Chocontá el privilegio de tener un cabildo y escudo de armas propio, así como el derecho a hacer demarcar su territorio por un geógrafo. Como nuevo alcalde fue nombrado don José María Maldonado.

#### La Patria Boba
Durante el periodo conocido como Patria Boba, llegó a Chocontá el presidente de Cundinamarca, don Antonio Nariño, el 27 de junio de 1812, al mando de las tropas centralistas, en su marcha contra las tropas federalistas lideradas por el gobernador de Tunja, don Juan Nepomuceno Niño. Nariño recibió un mensaje del Congreso en el que una comisión de diputados le comunicaban que no habían podido adelantar ninguna negociación de paz con el gobierno de Tunja. Al día siguiente, el 28 de junio, las milicias de caballería de Zipaquirá llegaron a Chocontá para unirse a la expedición de Nariño. El día 30 partieron con rumbo a Ventaquemada.

#### Reconquista española
Entre el 21 y el 23 de abril de 1816, el general independentista Manuel Roergas Serviez, enterado de que las tropas realistas avanzaban desde Tunja hacia Santafé, se adelantó por la vía de Chocontá, desviándose de la ruta de Zipaquirá, por la que inicialmente pensaba pasar, con el fin de bloquear el paso de los realistas que desde Tunja se dirigían a la capital. El general Serviez transportaba el cuadro de la Virgen de Chiquinquirá en medio de la tropa y custodiado por algunos padres dominicos, luego de salir de Chiquinquirá y pasar por Ubaté y Cucunubá. Serviez permaneció en Chocontá ocho días con sus tropas y con el cuadro de la Virgen.

Desde que estaba en Sogamoso, el general Serviez había planeado sacar el cuadro de la Virgen de Chiquinquirá de su santuario con el fin de despertar el fervor religioso del pueblo en favor de la causa independentista, objetivo que logró en buena medida, pues se hicieron varias procesiones y misas con salves, aumentadas con las personas que seguían el cuadro de la Virgen desde los pueblos por los que ya había pasado. Para trasladar el cuadro, Serviez había expedido una proclama en la que alertaba a las tropas independentistas de acudir a salvar a la Virgen, puesto que, según Serviez, los realistas iban a profanar la imagen. Aunque los padres dominicos y los vecinos de Chiquinquirá se opusieron a su traslado, Serviez logró imponer su autoridad, sacando la imagen de su santuario el 20 de abril. Finalmente, algunos dominicos decidieron que no dejarían la imagen de la Virgen sola, por lo que se unieron a la tropa.

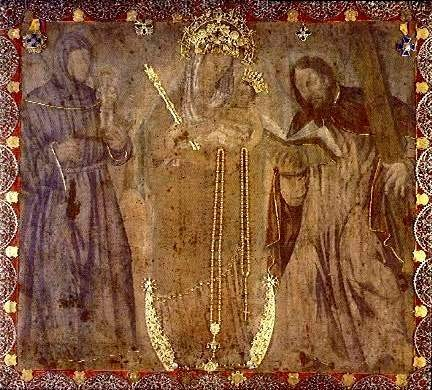
El cuadro de la Virgen de Chiquinquirá fue transportado a Chocontá por el general independentista Manuel Roergas Serviez en 1816. En esta población permanecieron las tropas de Serviez durante ocho días con la imagen.

El mismo día de su llegada a Chocontá, Serviez le perdonó la vida a un desertor realista que, luego de ser capturado, pidió la gracia en nombre de la Virgen. Cuando las tropas realistas se aproximaron, los independentistas partieron hacia Zipaquirá. Francisco de Paula Santander, quien también pasó por Chocontá, escribió que la idea de Serviez de trasladar a la Virgen solo sirvió para entorpecer la marcha de las tropas y permitir que el enemigo acortara la distancia en la retaguardia.

#### La guerrilla de los Almeidas
En noviembre de 1817 llegó a Chocontá la guerrilla liderada por los jóvenes hermanos cucuteños Vicente y Ambrosio Almeidas, que habían escapado de la cárcel real de Santafé, donde habían sido encerrados por orden del virrey Juan Sámano tras su participación en la conspiración liderada por Policarpa Salavarrieta y Alejo Sabaraín, que poco antes habían sido fusilados. Con el despliegue de la guerrilla independentista en Chocontá, Suesca, Tibirita, Nemocón, Ventaquemada y Ubaté, los hermanos Almeidas lograron importantes victorias sobre las tropas realistas. La guerrilla estaba integrada en su mayor parte por soldados desertores del ejército realista, y el armamento del que disponían constaba de veinte fusiles y un número mayor de lanzas.
Al enterarse del levantamiento de la guerrilla de los Almeidas, el virrey Juan Sámano envió al teniente coronel Carlos Toirá al mando de setecientos hombres, con la orden de someter a los rebeldes. El primer encuentro entre los dos bandos tuvo lugar en el puente de Sisga, en donde un pelotón liderado por el teniente coronel Simón Sicilia, segundo al mando de Carlos Toirá, fue derrotado por los independentistas. En esa batalla se distinguió el soldado independentista Juan José Neira, quien atravesó de un sablazo al teniente de la caballería realista, don Gregorio Alonzo, quien murió al instante. Sin embargo, ese mismo día, el núcleo principal de la guerrilla de los Almeidas fue derrotado en Chocontá, y los hermanos Almeidas, junto con algunos pocos compañeros sobrevivientes, tuvieron que huir hacia los llanos del Casanare. El vencedor hizo fusilar, en nombre del Rey y sin juicio previo, a todos los prisioneros capturados y a los que los habían ayudado de alguna manera. Muchos campesinos fueron fusilados también durante los días siguientes y sus tierras fueron arrasadas y saqueadas por las tropas realistas. Estos hechos hicieron que el virrey Sámano ascendiera a Carlos Toirá al grado de coronel. El único independentista que no fue ejecutado en ese momento fue Juan José Neira, quien fue enviado como prisionero a Santafé para que allí fuera ejecutado en presencia del virrey; sin embargo, Neira logró escapar en el camino, lanzándose por un precipicio.
Mártires fusilados en Chocontá entre el 21 y el 24 de noviembre de 1817:
- Bibiana Talero, natural de Zipaquirá, fusilada el 21 de noviembre.
- Javier Roa, de Tenza, fusilado el 22 de noviembre.
- Nicolás Acosta Berbeo y José Garzón, de Santafé, fusilados el 22 de noviembre.
- Ambrosio Perrilla, de Guateque, fusilado el 22 de noviembre.
- Aniceto Cuevas, de Lenguazaque, fusilado el 23 de noviembre.
- Leonardo Cuervo, de Villapinzón, fusilado el 23 de noviembre.
- Joaquín Cordero, José María Cordero y José Domingo Araos, fusilados el 23 de noviembre.
- Fernando Mendoza, fusilado el 24 de noviembre.

#### Simón Bolívar en Chocontá
A las 2 de la tarde del 9 de agosto de 1819, dos días después de la batalla de Boyacá, Simón Bolívar llegó a Chocontá y se hospedó en la casa que en la actualidad funciona como Casa de la Cultura, donde fue recibido con honores por el alcalde de la villa, don Salvador Antonio Roa.
Durante el proceso independentista, dos hombres nacidos en Chocontá, el religioso fray Ignacio Mariño y Torres y el capitán Benedicto Triana, fueron ascendidos por Bolívar al grado de coronel.

### SigloXIX

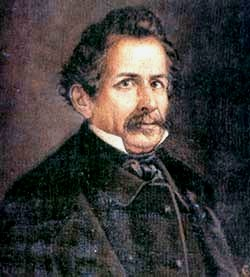
El geógrafo italiano Agustín Codazzi llegó a Chocontá en 1851, donde realizó investigaciones en la cuenca alta del río Bogotá.

Durante el siglo XIX fueron célebres por su calidad las sillas de montar a caballo fabricadas en Chocontá, conocidas como sillas chocontanas, que incluso son mencionadas en la novela María, de Jorge Isaacs.
El 3 de enero de 1851, el geógrafo italiano Agustín Codazzi inició el segundo viaje de la Comisión Corográfica, con el objetivo de explorar las provincias de Tunja y Tundama. Durante ese viaje, Codazzi partió de Bogotá a Suesca, y de Suesca a Chocontá, donde realizó investigaciones sobre la cuenca alta del río Bogotá.
El 30 de mayo de 1851 fueron desmembrados del cantón de Guateque los distritos de Tibirita y Manta para agregarlos al de Chocontá, del cual habían sido segregados en 1850.
El 6 de mayo de 1852, por Decreto del Congreso de la República de la Nueva Granada, la antigua provincia de Bogotá fue dividida en cuatro nuevas provincias: Bogotá, Tequendama, Zipaquirá y Cundinamarca. Esta última estaba formada por los cantones de Guateque, Ubaté y Chocontá, con 21 distritos parroquiales. El primer gobernador de la provincia fue Ignacio Franco Pinzón; la Cámara Provincial se instaló el 29 de septiembre, y estuvo integrada por 17 diputados, siendo presidente de la corporación el señor José María Maldonado Neira. En dos meses de sesiones fueron expedidas 24 Ordenanzas. La provincia fue suprimida por Ley del 24 de mayo de 1855, y tuvo vigencia hasta el 15 de octubre de ese año, día en que entró en vigencia la nueva provincia de Bogotá, integrada por los cuatro cantones que habían formado la provincia de Cundinamarca.

#### Guerra civil de 1854

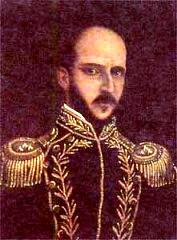
En 1854, el general panameño Tomás Herrera fue proclamado presidente de la República de la Nueva Granada en Chocontá.

El 17 de abril de 1854 estalló la guerra civil de 1854 luego de que el dictador José María Melo derrocara al presidente José María Obando. El vicepresidente Obaldía se refugió en la legación estadounidense para evitar ser apresado por el dictador, dejando como presidente designado al general panameño Tomás Herrera, quien de inmediato tuvo que huir de Bogotá y refugiarse en Chocontá, población a la que nombró sede presidencial de la República de la Nueva Granada. El 21 de abril, Tomás Herrera fue proclamado presidente de la República en la casa cural, también llamada casa rectoral, que le sirvió como residencia durante unos días, y desde donde el gobierno legítimo organizó las primeras tropas para derrocar al dictador Melo. El 19 de mayo el presidente Herrera reunió en Nemocón un ejército de 2.557 hombres, al mando del comandante general Manuel María Franco. Las tropas fueron aumentadas con los presos de las cárceles de Chocontá y Ubaté. Entre los días 20 y 21 tuvieron lugar los primeros combates contra el dictador Melo en Zipaquirá y Tiquisa. Por ley del 14 de noviembre de ese año se creó el departamento de Chocontá.
En 1880 fue demolida la antigua iglesia colonial por fallas estructurales y al año siguiente se inició la construcción de la actual, a cargo del sacerdote Calixto Belver; sin embargo, las dos torres no fueron concluidas sino hasta mediados del siglo XX. El 2 de abril de 1892, murió en Chocontá el poeta Ernesto León Gómez.

### SigloXX
Los conflictos políticos de comienzos del siglo XX propiciaron que el gobierno conservador del presidente Rafael Reyes Prieto fomentara el fortalecimiento del centralismo mediante la creación de nuevas unidades administrativas orientadas a desarticular y debilitar los gobiernos locales y regionales. En tal sentido, la Asamblea Nacional Constituyente y Legislativa expidió la Ley 46 del 29 de abril de 1905, que disponía la creación de tres nuevos departamentos: el Departamento de Tundama, el Departamento de Boyacá y el Departamento de Quesada, cuya capital era Zipaquirá, y que estaba formado por las Provincias de Chocontá, Ubaté, Guatavita, Zipaquirá y La Palma.
En 1954 llegó a Colombia el señor Ignacio Frezik, exiliado desde Croacia durante la Segunda Guerra Mundial, con su esposa, la señora Elizabeth Rozman y sus hijos, con quienes escaparon de los campos de concentración nazis. En 1962 la familia Frezik Rozman se asentó en el sector del Sisga, en Chocontá. El padre de familia comenzó a trabajar como albañil, hasta que pudo cumplir su sueño de cultivar fresas, como lo había hecho su familia en Croacia, al tiempo que adquirió vacas para la producción de leche. Posteriormente, una de las hijas del matrimonio, Katarina Frezik, comenzó a preparar tartas, mermeladas y postres de fresa con recetas croatas, tradición continuada por Juliska Frezik, nieta del señor Ignacio. La familia Frezik Rozman es considerada pionera en el cultivo de fresas en Colombia.
Entre 1970 y 1981 fueron construidas en Chocontá las antenas de Telecom que hasta principios del siglo XXI le proporcionaron al país el 50% de las telecomunicaciones.

## Economía

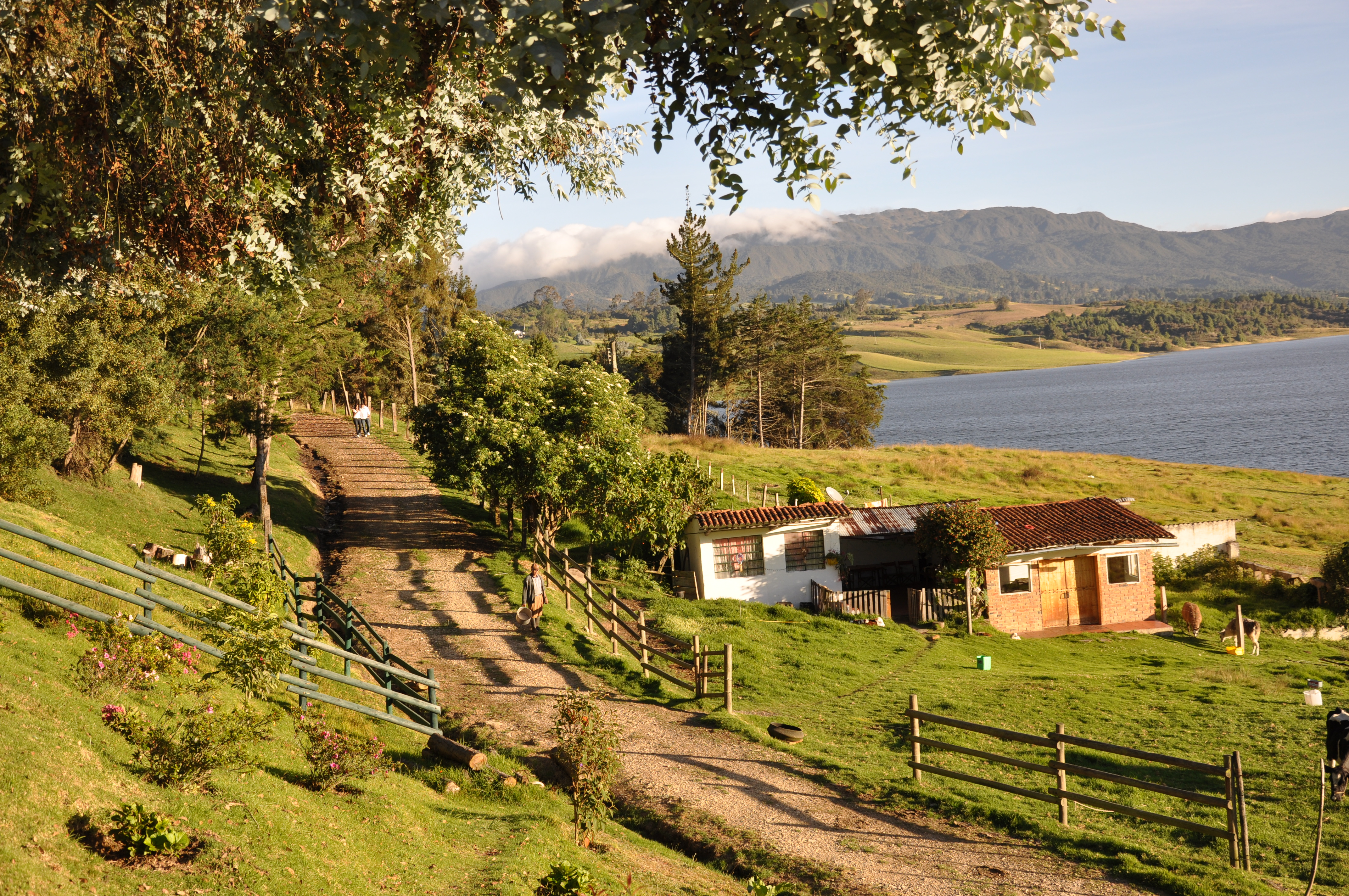
Casa campesina a orillas de la Represa del Sisga.

Se estima que el 70% de la economía de Chocontá está dedicada a la actividad agropecuaria, siendo los principales productos los siguientes:
- Fresa: Cultivada principalmente en las veredas Retiro de Blancos, Tablón, Agua Caliente, Veracruz y Retiro de Indios.

- Papa: Principalmente en las variedades Parda-Pastusa, Diacol-Monserrate, Diacol-Guadalupe e Ica-Puracé. Las veredas en las que más se cultiva papa son: Hato Fiero, Guanguita, Cruces, Tilatá, Soatama, Tejar y el sector de Suralá.

- Arveja: Cultivada principalmente en las siguientes veredas: Tilatá, Tablón, Hato Fiero, Pueblo Viejo y Capellanía.

- Haba: Cultivada principalmente en las veredas Mochila, Agua Caliente, Hato Fiero, Tablón y Capellanía.

- Flores: Producto introducido en época más reciente que ha causado algunos problemas ambientales y sociales como contaminación por insecticidas, llegada de población foránea y creación de agrupamientos urbanos irregulares.

Otros productos no muy difundidos son el maíz y las hortalizas. Por otra parte, cada vez se da más importancia a la industria del turismo, tanto ambiental como cultural y de recreación.

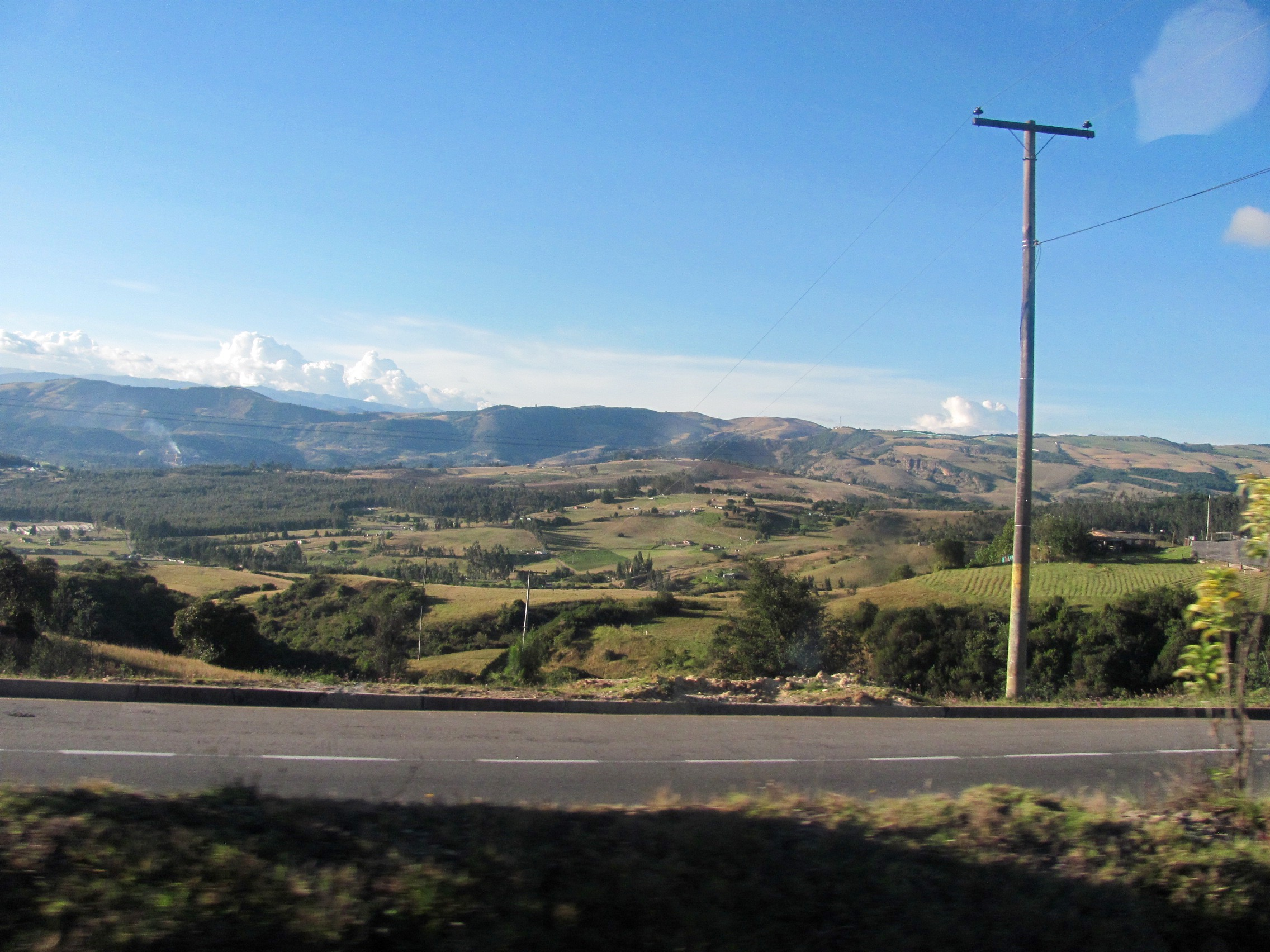
Zona rural de Chocontá.

## Deportes
- La escuela de ajedrez es reconocida ampliamente a nivel departamental y nacional por sus múltiples campeonatos obtenidos en el Circuito de ajedrez de Cundinamarca. De igual forma han obtenido múltiples campeonatos nacionales en categorías menores. Además han participado en diversas competencias internacionales. Además es una de las escuelas fundadoras del Circuito de Ajedrez de Cundinamarca. El club de ajedrez se llama "Torre de los Almeida".

## Turismo

### Lugares de interés

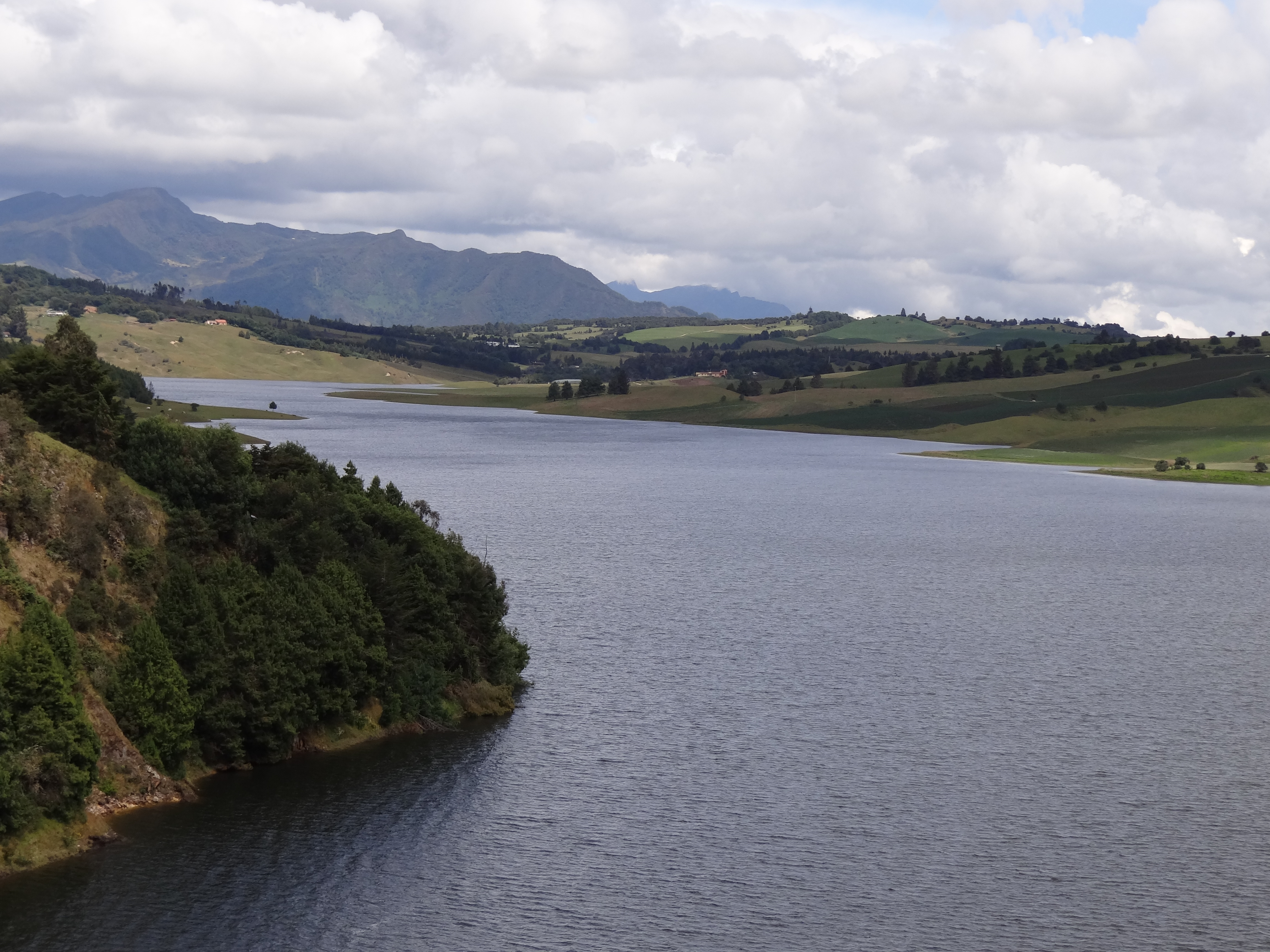
Represa del Sisga.

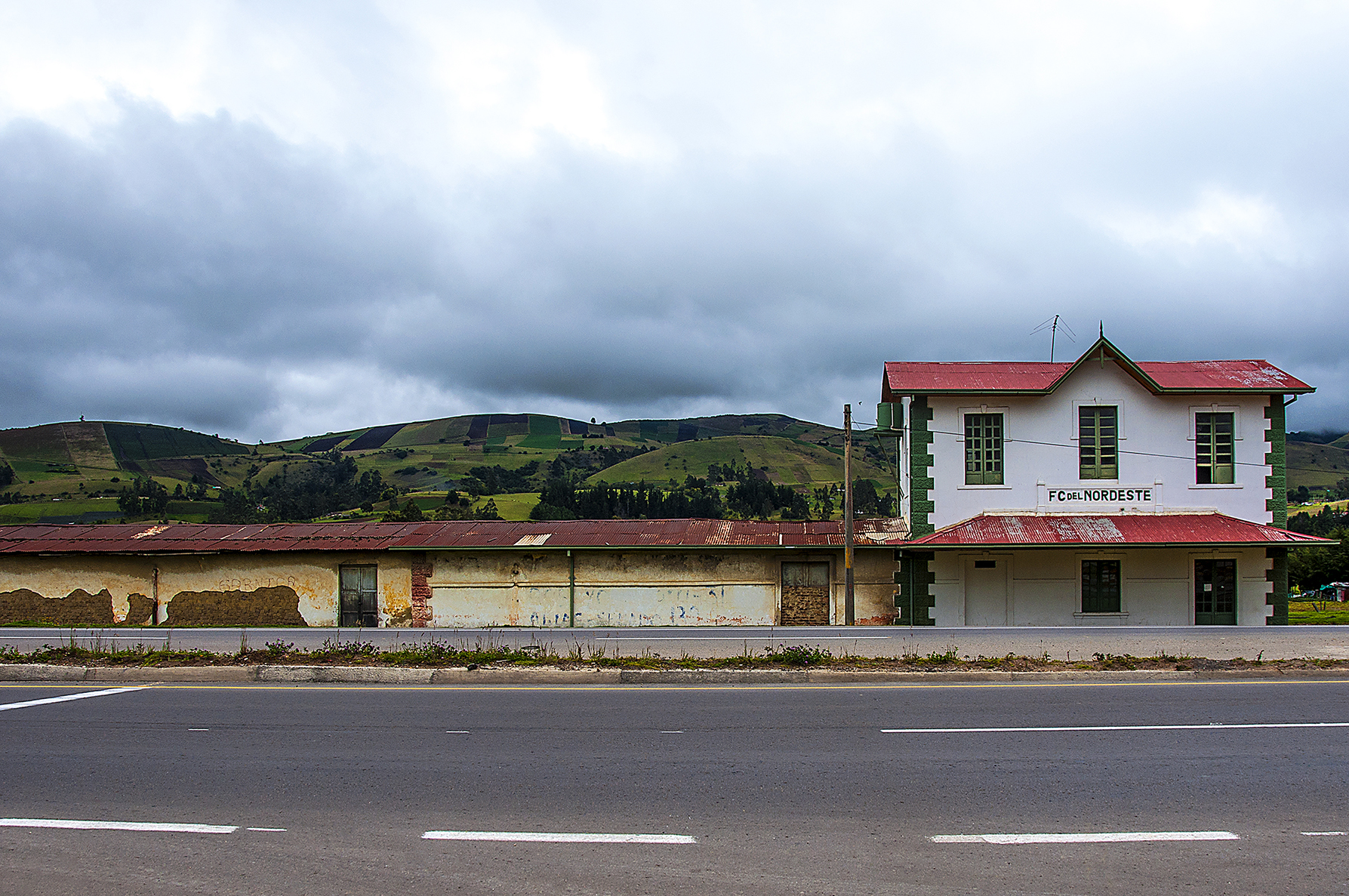
Antigua estación del ferrocarril.

- Represa del Sisga: (Alto de El Choque) Uno de los más importantes atractivos turísticos de Chocontá es la Represa del Sisga, rodeada por abundante vegetación que incluye bosques nativos y praderas de pastoreo de ganado vacuno y ovino. Algunas de las especies de la flora que se pueden apreciar en este lugar son el pino ciprés y el pino patula, representativos del bosque alto andino, además del siete cueros, alisos, encenillo, retamo espinoso, charme, cucharo, frailejón, musgos, hongos y líquenes. La Represa del Sisga fue la primera obra de este tipo construida para regular el curso del río Bogotá y evitar así inundaciones en la Sabana de Bogotá.

- Casa de la Cultura: Es una casona de arquitectura colonial en la que se hospedó Simón Bolívar el 9 de agosto de 1819, dos días después de la Batalla de Boyacá. Como Casa de la Cultura fue fundada en 1970 por los historiadores Rafael y Miguel Bernal Medina. Fue reconstruida bajo la dirección del pintor y escultor Luis Alberto Acuña.[71]

- Parroquia Santuario Mariano de Nuestra Señora de la Salud de Chocontá:  En 1880 fue demolida la antigua iglesia construida por los españoles debido a fallas estructurales, y al año siguiente se inició la construcción de la actual, a cargo del sacerdote fray Calixto Belver; sin embargo, las dos torres no fueron concluidas sino hasta mediados del siglo XX. La parroquia de Nuestra Señora de la Salud de Chocontá hace parte de la diócesis de Zipaquirá.

Uno de los principales atractivos turísticos de Chocontá son las fuentes de aguas termales con propiedades minerales medicinales, adecuadas para el tratamiento de enfermedades dermatológicas, la artritis y dolores reumáticos. Los balnearios que ofrecen los servicios de aguas termales son los siguientes:

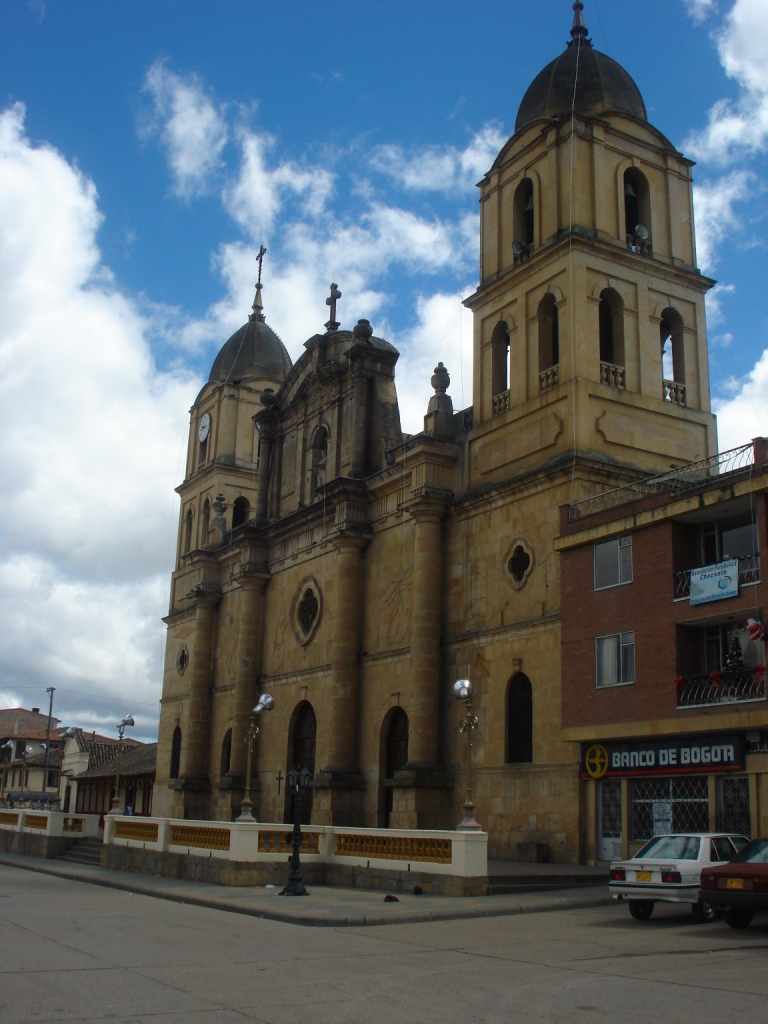
Parroquia Santuario Mariano de Nuestra Señora de la Salud de Chocontá.

- Aguas Termales Los Volcanes: (Vía Machetá) Ubicadas a 12 km de la Represa del Sisga, cuenta con dos piscinas mesotermales o calientes, de 35 °C a 50 °C, clasificadas como cloruradas por su alto contenido de cloruro, además de yodo y potasio.

- Aguas Termales Nápoles: (Vereda Boquerón) Posee una pequeña piscina de lodo.

- Casitas Campestres y Aguas Termales Los Sauces.

- Monolitos de Hatofiero: Son quince enormes monolitos de 15 a 20 metros de altura que se encuentran en las montañas de la vereda Hatofiero.

- Cerro del Choque: Es un parque de reserva natural.

Otros lugares de interés son los siguientes:
- Capilla del Santo Cristo (también conocida como Capilla del Humilladero)
- Estación del Ferrocarril
- Estación Terrestre
- Palacio Municipal
- Monolitos de Guanguita
- Antenas parabólicas de Telecom; por esta razón es llamada "La ciudad satélite de Colombia"

### Festividades
- Marzo: Festival de danza por parejas. Se celebra en la tercera semana de marzo.
- Marzo-abril: Semana Santa.
- Septiembre:
  - Festival de Raigambres y Tradiciones Campesinas. Se celebra durante la primera semana de septiembre.
  - Día del campesino. Primer domingo del mes de septiembre. Se realiza una eucaristía, actos culturales, almuerzos y regalos para los campesinos.
  - Cumpleaños de Chocontá. Se celebra cada 6 de septiembre, según Acuerdo Municipal 003 de 1992.
- Octubre: Día de la Virgen de Nuestra Señora de la Salud de Chocontá, patrona del municipio. Se celebra el tercer domingo del mes de octubre.
- Noviembre: Ferias y Fiestas municipales. Se celebran durante la segunda semana de noviembre.

## Movilidad
La principal troncal de acceso a Chocontá es la Ruta Nacional 55, que conecta la Autopista Norte de Bogotá con el municipio y al norte y noreste de Colombia (principalmente la Costa Atlántica y los Santanderes hasta Venezuela).  También está la Ruta Nacional 56 llamada Variante Sisga-Aguaclara, que va hacia la Orinoquía. Otras vías menores se dirigen a la Laguna de Suesca, Cucunubá y Ubaté.

## Chocontanos ilustres
- Jerónimo Mariño y Miranda: III Marqués de Santa Rosa de Viterbo, nacido en Chocontá en 1702, hijo de don Sebastián Mariño y Bravo Maldonado, II Marqués de Santa Rosa de Viterbo, y de doña Francisca de Miranda y Mansilla. Fue conde de San Juan de Tunja, regidor perpetuo de la ciudad, Caballero de la Orden de Santiago y Capitán de la milicia colonial que sirvió bajo las órdenes del virrey Manuel Antonio Flórez Maldonado. En 1726 contrajo matrimonio con doña Rosa de los Reyes Urdos. Murió en julio de 1780.[72]

- Ignacio Mariño y Torres: Sacerdote dominico que participó activamente en el proceso de la Independencia, nacido en Chocontá en 1775, en la casona de la hoy carrera 4 # 4-24. De joven ingresó como fraile en la Orden de Santo Domingo. Fue cura párroco en los municipios de Anapoima y Nemocón, pasando luego a Casanare y Tame, en Arauca. En Tame organizó a los indígenas para que se rebelaran contra el hacendado español José Yáñez. Desde entonces se hizo guerrillero para combatir a las tropas realistas. En 1813 suscribió el Acta de Independencia en Tunja, y en 1814 fue nombrado coronel por Simón Bolívar, con quien entró en Santafé de Bogotá luego de la Batalla de Boyacá. Acompañó a Bolívar en el cruce de los Andes y sirvió como enfermero en la batalla del Pantano de Vargas. Murió en Duitama como prefecto y jefe militar de la provincia de Sogamoso.[73]

- Salomón Forero: Magistrado de la Corte Suprema de Justicia en 1886. Nació en Chocontá en 1838. Perteneció al Partido Conservador. Fue redactor del diario La Prensa en 1869.[74]

- Valentín Deaza: Militar y político nacido en Chocontá el 16 de diciembre de 1850. Se radicó en la región cafetera. Fue diputado a la Asamblea de Antioquia en 1879, y en 1908 fue alcalde provincial de Pereira.[75]

- Guillermo Muñoz Rivas: Bacteriólogo y químico biólogo nacido en Chocontá el 30 de julio de 1908, miembro de la Academia Colombiana de Ciencias Exactas, Físicas y Naturales. En 1966 el gobierno colombiano le confirió la Medalla Cívica al Mérito Asistencial Jorge Bejarano, y la Academia de Medicina de Río de Janeiro le otorgó el Premio Etiopatogenia de la Lepra. Murió en Bogotá el 15 de febrero de 1989.[76]

- Juan de Jesús Rodríguez Robayo: Farmacéutico nacido en Chocontá el 7 de enero de 1944, fundador de la Organización de Farmacéuticos Ibero-Latinoamericanos. Estudió en el colegio Rufino Cuervo, hasta que, a los 17 años, fue becado para estudiar de intercambio en los Estados Unidos, en donde terminó la High School y luego ingresó en la Universidad de Colorado; finalmente, obtuvo el grado de Pharmaceutical Doctor en junio de 1974 en la Universidad de Minnesota.[77]

- Jorge Mario Neira Niño: Futbolista nacido en Chocontá en 1952. Fue jugador de Millonarios FC, equipo con el que obtuvo títulos en los años 1972, 1978, 1987 y 1988. Es autor del libro Las 1001 anécdotas de Millonarios.[78]

- José Domingo Garzón: Es un actor y docente de teatro nacido en Chocontá en 1961. En 1996 se graduó como Maestro en arte dramático de la Universidad de Antioquia y en 2009 recibió el título de Magister en escrituras creativas de la Universidad Nacional de Colombia. Ha sido docente de la Academia Superior de Artes de Bogotá (ASAB), decano de la Facultad de Artes de la Universidad Pedagógica Nacional de Colombia, vicerrector de gestión universitaria y rector de la misma universidad. En 2005 ganó el premio nacional de dirección teatral. Ha escrito y dirigido un gran número de libros y obras teatrales que han recibido premios nacionales e internacionales. El 4 de septiembre de 2019 se exaltó su obra y sus aportes a la cultura de manera oficial por la alcaldía municipal de Chocontá.[79]

- Alexander Murcia Rubio: Es un dramaturgo nacido en Chocontá que como formador de la escuela de teatro del municipio ha ganado premios y reconocimientos a nivel regional por sus obras teatrales. El 4 de septiembre de 2019 se exaltó su obra y sus aportes a la cultura de manera oficial por la alcaldía municipal de Chocontá.[80]

- Diego Alejandro Arévalo Bernal: Clarinetista y director de orquesta nacido en Chocontá en 1990. Inició estudios musicales a la edad de 12 años. En 2008 inició su carrera de música instrumental en el Conservatorio de la Universidad Nacional de Colombia. Fue integrante de la Banda Sinfónica Juvenil de Cundinamarca durante tres años. Ha sido ganador de múltiples concursos musicales.[81]

## Autoridades del Municipio 2020-2023
Rodrigo Armando Chicuasuque Fernandez:
Alcalde Municipal 2020-2023
Fabio Buitrago Rubiano: 
Secretario de Gobierno
Yuli Paulin Melo: 
Secretaria de Obras Públicas
Luis Carlos Garzon:  
Secretario de Cultura y Turismo
Milton Camelo Ramos: 
Director UMATA
Francy Salgado Rodríguez: 
Secretaria de Desarrollo Social
Aurora Cabrera: 
Gerente Inder

## Instituciones

### Instituciones gubernamentales
- Alcaldía Municipal: Carrera 5 n.º 2-19 (Parque principal)
- Personería Municipal: Calle 5 n.º 5-26 (Piso 2)
- Procuraduría 250 Judicial-Penal: Carrera 5 n.º 5-73 (Piso 3; Molino del Parque)
- Registraduría Delegada: Carrera 5 n.º 5-73 (Piso 3; Molino del Parque)
- Fiscalía General de la Nación - Seccional Cundinamarca: Calle 3 n.º 4-04
- Juzgado Municipal: Carrera 5 n.º 5-73 (Piso 3; Molino del Parque)
- UMATA: Calle 6 No 6 (Piso 2)
- Notaría Única del Círculo: Carrera 5 n.º 5-73 (Piso 3)
- Comando XII Distrito de Policía: Calle 6 n.º 6-98

Lista de Alcaldes:
- Alejandro Gualteros Gil: 2004-2007
- Héctor Arcenio Camelo Lara: 2008-2011
- José Jaime Pinzón Riaño: 2012-2015
- Jorge Enrique Pinzón Pinzón: 2016-2019
- Rodrigo Armando Chicuasuque Fernández: 2020-2023

### Instituciones culturales y deportivas
- Biblioteca Municipal: Carrera 4 n.º 11-77
- Casa de la Cultura: Calle 5 n.º 3-18
- Instituto de Recreación y Deporte: Calle 5 n.º 6-39

### Instituciones de educación
- Colegio Departamental Rufino Cuervo: Carrera 4 con Calle 13
- Colegio nuestra señora del rosario- edificio actual en el centro del municipio , reconocido como patrimonio histórico de choconta
- Institución Centro Sofía Koppel: Vereda Saucio
- Universidad de Cundinamarca: Carrera 3 n.º 5-71
- Unidad Educativa Municipal: Carrera 4 con Calle 10 (Piso 2)

### Instituciones de salud
- Hospital E.S.E. San Martín de Porres: Carrera 4 n.º 8-12

### Empresas de transporte
- Transportes Arizona S.A. (Expreso Arizona): Carrera 8 n.º 9-13

### Empresas de correos y mensajería
- Servientrega S.A.: Calle 6 n.º 5-10Símbolos

### Himno
| - Letra: Raúl Rosero Polo. - Música: Jesús Guillermo Escobedo Méndez. Coro Salve Dios a esta tierra de gloria, forjadora del bien en la historia, en sus cielos el mundo se junta, Chocontá, cuna noble y fecunda. I Si entregó Nemequene su sangre defendiendo el honor de su pueblo, en mi alma su herencia se crece y el amor por ti siempre florece. II Te fundó en mil quinientos treinta y siete Don Gonzalo Jiménez de Quesada en las riberas del río Bogotá, que junto al Sisga imponen su real majestad. III Nuestra patrona, la Virgen de la Salud, nos ha colmado en abundancia bendiciones; los chocontanos nos preciamos de querer la patria chica, la que un día nos vio nacer. | IV Orgullosos tus hijos te ensalzan y te ofrendan su fe y alegría; precursores fueron los Almeidas en honrar tu grandeza e hidalguía. V Noble villa Santiago de Chocontá, centinela es tu cerro del Choque y en tus tapices de verdes madrigales germina el pan que se madura en los trigales. VI En nuestra tierra se prodiga la esperanza y su paisaje en canto a la libertad; los hogares son la cuna y el vaivén de nuestro amor por el progreso y el bien. |

### Bandera

Bandera de Chocontá.

La bandera de Chocontá está formada por dos franjas horizontales de igual medida. La franja superior es blanca y la inferior es de color verde oscuro. En el centro está insertado el escudo de Chocontá. El significado de los colores de la bandera es el siguiente:
- Blanco: Simboliza la paz y la armonía que deben reinar entre los chocontanos.
- Verde: Simboliza la esperanza en un futuro mejor y los verdes campos del municipio.

### Escudo

Escudo de Chocontá.

El escudo de Chocontá tiene forma circular. Un primer círculo abarca a otro más pequeño en su interior, ambos con borde dorado. El espacio entre los dos círculos es de color blanco; en la parte superior de dicho espacio se lee en letras mayúsculas negras «LEAL Y NOBLE VILLA», y en la parte inferior, «DE SANTIAGO DE CHOCONTÁ».
El centro del escudo es un círculo verde oscuro rodeado por un lazo doble de color dorado. En su interior se disponen los siguientes elementos: En la parte superior, una cruz, que simboliza la religión católica; el travesaño vertical de la cruz descansa sobre una corona dorada en su parte exterior y carmesí en el interior que representa a la Corona española. En la parte inmediatamente inferior aparecen las letras «N» y «R», seguidas por una granada, lo cual significa «Nuevo Reino de Granada». 
La granada en la parte inferior sirve de base a dos banderas de astas negras que forman una «V», como símbolo de «Victoria». La bandera de la izquierda es de color azul, y tiene en su interior una cruz de color rojo; la bandera de la derecha es de color blanco, y tiene en su interior una cruz de color azul. Las banderas significan «Quietud y Paz». Bajo la bandera azul, un lobo levanta su pata derecha, y bajo la bandera blanca, una espada de hoja plateada y empuñadura negra se eleva hacia lo alto. El lobo significa «Defensa de la Religión y de la Patria», y la espada es una de las insignias de Santiago el Mayor, primer santo patrono de la población.